# Woodrow Parfrey
Sydney Woodrow Parfrey (* 5. Oktober 1922 in New York City; † 29. Juli 1984 in Los Angeles) war ein US-amerikanischer Schauspieler.

## Leben
Woodrow Parfrey diente als Soldat im Zweiten Weltkrieg. Bei der Ardennenoffensive wurde er verwundet und geriet in deutsche Kriegsgefangenschaft. Er wurde mit dem Silver Star und dem Purple Heart ausgezeichnet. Nach dem Krieg studierte er an der New School for Social Research unter Erwin Piscator. Danach war er Theaterschauspieler, zunächst Off-Broadway, dann auch am Broadway. 1962 zog er nach Los Angeles.
Schon 1950 war Woodrow Parfrey in der Fernsehserie Danger zu sehen. Unter seinen über 100 Fernsehauftritten waren Gastauftritte in erfolgreichen Westernserien wie Die Leute von der Shiloh Ranch, Rauchende Colts, Bonanza, Alias Smith und Jones, Kung Fu oder Unsere kleine Farm, Kriminalserien wie Die Unbestechlichen, Perry Mason, Auf der Flucht, Solo für O.N.C.E.L., Kobra, übernehmen Sie, Die Straßen von San Francisco, Kojak – Einsatz in Manhattan, Drei Engel für Charlie, Ein Colt für alle Fälle oder Remington Steele, aber auch Fantasyserien wie The Munsters, Bezaubernde Jeannie oder Verliebt in eine Hexe. Auch in Ein Käfig voller Helden und in Dallas war er zu sehen. Im Pilotfilm der Serie Die Waltons spielte er den Ike Godsey, eine Rolle, durch die Joe Conley berühmt wurde. Woodrow Parfrey spielte auch den Fahrkartenverkäufer in den ersten drei Folgen der sehr kurzlebigen Serie Time Express.
Seine bekanntesten Filmrollen waren der Clusiot in Franklin J. Schaffners Film Papillon und der Maximus in Planet der Affen vom gleichen Regisseur. Neben Schaffner, der ihn auch in Die Normannen kommen einsetzte, waren auch Don Siegel (in Nur noch 72 Stunden, Dirty Harry, Der große Coup und Verhext) und Clint Eastwood (Der Texaner, Bronco Billy) Regisseure die gern auf ihn zurückgriffen. Dazu wäre noch Fielder Cook zu erwähnen, der ihn in fünf Filmen einsetzte. Neben dem Pilotfilm der Serie Die Waltons waren dies die Filme Zärtlich schnappt die Falle zu, Who Killed the Mysterious Mr. Foster?, This Is the West That Was und Valley Forge.
Synchronisiert wurde Woodrow Parfrey unter anderem von Franz-Otto Krüger, Erich Ebert, Hans Nitschke, Bruno W. Pantel, Peter Schiff, Kurt E. Ludwig, Heinz Theo Branding, Gerd Duwner und Rüdiger Evers.
Woodrow Parfrey starb am 29. Juli 1984 an einem Herzschlag. Er hinterließ seine Frau Rosa Ellovich Parfrey, mit der er seit 1950 verheiratet gewesen war, sowie vier Kinder. Sein Sohn Adam ist Journalist, Buchautor und Inhaber des Verlags Feral House.

## Filmografie (Auswahl)

### Filme
- 1950: Gefährliche Mission (Wyoming Mail)
- 1963: Revolverhelden von Wyoming (Cattle King)
- 1965: Die Normannen kommen (The War Lord)
- 1967: Der Pirat des Königs (The King’s Pirate)
- 1967: Der tolle Mr. Flim-Flam (The Flim-Flam Man)
- 1968: Zärtlich schnappt die Falle zu (How to Save a Marriage and Ruin Your Life)
- 1968: Planet der Affen (Planet of the Apes)
- 1968: Nur noch 72 Stunden (Madigan)
- 1969: Sam Whiskey
- 1971: Dirty Harry
- 1971: Who Killed the Mysterious Mr. Foster? (Fernsehfilm)
- 1973: Oklahoma Crude
- 1973: Der große Coup (Charley Varrick)
- 1973: Im letzten Moment (The Alpha Caper, Fernsehfilm)
- 1973: Papillon
- 1974: This Is the West That Was (Fernsehfilm)
- 1975: Valley Forge (Fernsehfilm)
- 1976: Mr. Universum (Stay Hungry)
- 1976: Der Texaner (The Outlaw Josey Wales)
- 1980: Jahrmarkt (Carny)
- 1980: Bronco Billy
- 1980: Mit einem Bein im Kittchen (Used Cars)
- 1982: Verhext (Jinxed!)
- 1982: Frances
- 1983: Zwei ausgekochte Gauner (The Sting II)

### Fernsehserien
- 1950: Danger (Folge 1x14)
- 1959: Startime (Folge 1x06)
- 1959–1961: Gnadenlose Stadt (Naked City, Folgen 1x17, 2x29 und 3x07)
- 1961–1962: Preston & Preston (The Defenders, Folgen 1x10 und 1x29)
- 1962–1963: Die Unbestechlichen (The Untouchables, Folgen 4x08 und 4x24)
- 1962–1963: Perry Mason (Folgen 6x01 und 7x03)
- 1962–1968: Die Leute von der Shiloh Ranch (The Virginian, Folgen 1x13 und 6x21)
- 1963: Rauchende Colts (Gunsmoke, Folge 8x17)
- 1963: Have Gun – Will Travel (Folge 6x18)
- 1963: The Dakotas (Folge 1x18)
- 1963: Temple Houston (Folge 1x02)
- 1963–1965: Katy (The Farmer’s Daughter, Folgen 1x01 und 3x04)
- 1964: Meine drei Söhne (My Three Sons, Folge 4x22)
- 1964: Hazel (Folge 4x09)
- 1964: Gauner gegen Gauner (The Rogues, Folge 1x12)
- 1964–1965: Auf der Flucht (The Fugitive, Folgen 2x02, 2x14 und 3x06)
- 1964–1966: Solo für O.N.C.E.L. (The Man from U.N.C.L.E., 5 Folgen)
- 1965: The Munsters (Folge 1x30)
- 1965: Laredo (Folge 1x04)
- 1965–1967: Ein Käfig voller Helden (Hogan’s Heroes, Folgen 1x03 und 3x06)
- 1965–1969: Bezaubernde Jeannie (I Dream of Jeannie, 4 Folgen)
- 1966: Privatdetektivin Honey West (Honey West, Folge 1x25)
- 1966: Mein Onkel vom Mars (My Favorite Martian, Folge 3x21)
- 1966: Lieber Onkel Bill (Family Affair, Folge 1x05)
- 1966: Batman (Folgen 2x17 und 2x18)
- 1966–1967: Iron Horse (4 Folgen)
- 1966–1972: Bonanza (4 Folgen)
- 1967: Mini-Max (Get Smart, Folge 2x16)
- 1967: Verschollen zwischen fremden Welten (Lost in Space, Folge 3x07)
- 1967: Die Seaview – In geheimer Mission (Voyage to the Bottom of the Sea, Folge 4x07)
- 1967–1968: Gefährlicher Alltag (Felony Squad, Folgen 1x23 und 2x17)
- 1967–1972: Kobra, übernehmen Sie (Mission: Impossible, Folgen 1x19 und 6x15)
- 1968: Verliebt in eine Hexe (Bewitched, Folge 4x28)
- 1968–1975: Mannix (9 Folgen)
- 1969: Lancer (Folge 1x23)
- 1969: Daniel Boone (Folge 6x05)
- 1969–1970: The Name of the Game (3 Folgen)
- 1970: Bill Cosby (The Bill Cosby Show, Folge 2x03)
- 1971: FBI (The F.B.I., Folge 6x15)
- 1971: High Chaparral (Folge 4x16)
- 1971: Alias Smith und Jones (Alias Smith and Jones, Folge 1x12)
- 1971: Die Waltons (The Waltons, Pilotfilm)
- 1971–1975: Ein Sheriff in New York (McCloud, Folgen 2x01 und 5x08)
- 1972–1974: Der Chef (Ironside, Folgen 5x24 und 7x14)
- 1973: Kung Fu (Folge 1x12)
- 1973: Maude (Folge 2x14)
- 1973: The New Perry Mason (Folge 1x09)
- 1973–1974: Die Straßen von San Francisco (The Streets of San Francisco, Folgen 2x06 und 3x06)
- 1974: Planet der Affen (Planet of the Apes, Folge 1x01)
- 1974: Abenteuer der Landstraße (Movin’ On, Folgen 1x12 und 1x13)
- 1976–1983: Quincy (Quincy, M. E., Folgen 1x01 und 8x23)
- 1977: Kojak – Einsatz in Manhattan (Kojak, Folgen 5x09 und 5x10)
- 1977: Drei Engel für Charlie (Charlie’s Angels, Folge 2x13)
- 1978: Unsere kleine Farm (Little House on the Prairie, Folge 4x17)
- 1978: Make-up und Pistolen (Police Woman, Folge 4x21)
- 1978: Baretta (Folge 4x19)
- 1979: Dallas (Folge 2x18)
- 1979: Weißes Haus, Hintereingang (Backstairs at the White House, Folge 1x03)
- 1979: Barnaby Jones (Folge 8x01)
- 1979: Time Express (Folgen 1x01–1x03)
- 1979: Vegas (Vega$, Folgen 1x19 und 2x09)
- 1982: Mr. Merlin (Folge 1x14)
- 1983: Ein Colt für alle Fälle (The Fall Guy, Folge 2x16)
- 1984: Remington Steele (Folge 2x19)
- 1984: Kampf um Yellow Rose (The Yellow Rose, Folge 1x22)